# Rio Cariru
O Rio Cariru é um pequeno rio temporário do município de Mairi, no estado da Bahia. É um dos principais afluentes temporário do rio do Peixe. Suas principais nascentes estão bem próximas à sede do município de Mairi. O curso d'água segue seu curso para o sul do município, até sua foz no Rio do Peixe ainda em seus limites, indo desaguar na sua foz no Rio Paraguaçu.
O município de Mairi integra o Território de Identidade Bacia do Jacuípe. O rio Jacuípe banha o município de Mairi a leste e ao sudoeste e flui na direção leste, enquanto o rio Cariru flui na direção sul.
O termo “cariru” é uma corruptela de caruru. Acredita-se que o topônimo do rio está associado a exuberante presença de bredo caruru, espécie de planta do gênero Amaranthus, da família das amarantáceas, de folhas comestíveis e muito nutritivas. O consumo do caruru é um hábito alimentar tradicional e ancestral muito apreciado na região semiárida baiana. Tal iguaria tem por base, principalmente as folhas das plantas desta espécie.[carece de fontes?]